# Ackeem Blake
Ackeem Blake (* 21. Januar 2002 im Saint James Parish) ist ein jamaikanischer Leichtathlet, der sich auf den Sprint spezialisiert hat. Mit der jamaikanischen 4-mal-100-Meter-Staffel gewann er 2023 die Bronzemedaille bei den Weltmeisterschaften in Budapest und siegte 2022 über 100 Meter bei den NACAC-Meisterschaften in Freeport.

## Sportliche Laufbahn
Erste internationale Erfahrungen sammelte Ackeem Blake im Jahr 2019, als er bei den U18-NACAC-Meisterschaften in Santiago de Querétaro in 10,41 s die Bronzemedaille im 100-Meter-Lauf gewann. 2022 startete er bei den Weltmeisterschaften in Eugene und schied dort mit 10,19 s im Halbfinale aus und belegte mit der jamaikanischen 4-mal-100-Meter-Staffel in 38,06 s im Finale den vierten Platz. Anschließend wurde er beim Memoriał Kamili Skolimowskiej in Chorzów in 10,00 s Dritter und siegte dann in 9,98 s bei den NACAC-Meisterschaften in Freeport und sicherte sich dort in 38,94 s gemeinsam mit Andrew Hudson, Kadrian Goldson und Jazeel Murphy die Bronzemedaille hinter den Teams aus den Vereinigten Staaten und Trinidad und Tobago. Im Jahr darauf siegte er in 9,89 s beim USATF Los Angeles Grand Prix und wurde beim Herculis in 10,00 s Dritter. Im August gewann er bei den Weltmeisterschaften in Budapest in 37,76 s im Finale gemeinsam mit Oblique Seville, Ryiem Forde und Rohan Watson die Bronzemedaille hinter den Teams aus den Vereinigten Staaten und Italien. 2024 startete er bei den Hallenweltmeisterschaften in Glasgow und sicherte sich dort in 6,46 s die Bronzemedaille im 60-Meter-Lauf hinter den US-Amerikanern Christian Coleman und Noah Lyles. Ende April wurde er bei der Xiamen Diamond League in 10,20 s Dritter über 100 Meter und im August schied er bei den Olympischen Sommerspielen in Paris mit 10,06 s im Halbfinale aus. Zudem verpasste er mit der Staffel mit 38,45 s den Finaleinzug.

## Persönliche Bestzeiten
- 100 Meter: 9,89 s (+1,0 m/s), 27. Mai 2023 in Los Angeles
  - 60 Meter: 6,42 s (+0,9 m/s), 25. Februar 2023 in Kingston (jamaikanischer Rekord)
- 200 Meter: 20,45 s (+0,7 m/s), 16. März 2024 in Kingston